# Carlos Dittborn
Carlos Dittborn Pinto (Rio de Janeiro, 19 de abril de 1921 - Santiago de Chile, 28 de abril de 1962) foi um dirigente esportivo chileno-brasileiro e um dos principais organizadores da Copa do Mundo de Futebol de 1962.
Filho de Eugenio Dittborn, um cônsul chileno que estava no Brasil em 1921, Carlos Dittborn passou a viver no Chile aos quatro anos de idade. Construiu uma carreira de dirigente esportivo ao se tornar presidente do Universidad Católica em 1950. Em 1955 assumiu a presidência da Conmebol, e um ano antes, em 1954, assumiu a presidência da Federação de Futebol do Chile. Em 1956 a FIFA decidiu pela realização da Copa do Mundo no Chile, em votação realizada em Lisboa, no Congresso da FIFA, em 10 de julho, após uma ferrenha disputa entre Chile e Argentina. A conquista da escolha como sede se deu por méritos de Dittborn, mas também pelos trabalhos desenvolvidos por Juan Pinto Durán, Ernesto Alvear, Juan Goñi, Antonio Losada, Hidalgo Ceballos e Eduardo Tironi, dirigentes chilenos.
É famosa uma frase supostamente dita por Dittborn após ter seu país apresentado o projeto para sediar a Copa durante o Congresso de 10 de julho: Porque não temos nada é que queremos fazer tudo., em resposta aos críticos argentinos, porém tal frase foi negada por seu filho, que disse ter consultado sua mãe a respeito e nada havia de certo que seu pai teria dito a frase.
Um terremoto ocorrido em 1960 e que deixou severos danos as estruturas do Chile ameaçou a realização do torneio. Foram mais de 5 mil mortos, e dois milhões de desabrigados, mas Dittborn persistiu na ideia e, com um plano onde diminuía o número de cidades-sede, conseguiu convencer o presidente Jorge Alessandri a manter o país como sede, assim como convenceu ao presidente da FIFA, Arthur Drewry.
A pouco mais de um mês do início do torneio, Dittborn sofreu uma pancreatite aguda e não resistiu à doença, morrendo em 28 de abril de 1962, em Santiago. Sua morte causou comoção no Chile e no meio esportivo mundial, devido o reconhecimento de sua habilidade em conseguir a realização da Copa.